# Історія етики
Істо́рія е́тики — історія етичних теорій.

## Виникнення
Про виникнення етики як системи етичних норм не можна говорити в тому ж сенсі, в якому говорять про виникнення наук або філософії взагалі. Етика не створюється шляхом теоретичного інтересу до тієї чи іншої області дійсності, як більшість наук, вона обумовлюється самим фактом суспільного життя. Мораль не виникає в людському суспільстві в певний момент часу, але притаманна йому, в тій чи іншій формі, на всіх стадіях його розвитку. Скрізь і у всі часи воля людини, яка живе в суспільстві собі подібних, зв'язувалася моральними нормами найрізноманітнішого змісту, які мають вигляд звичаїв, релігійних чи державних усталень. У цьому сенсі мораль передує пізнанню і часто є навіть могутнім стимулом його розвитку: переважно в області моралі зароджується філософська думка. Моральне, яке усвідомлюється спочатку як безперечно прийнятне, вимагає з плином часу свого обґрунтування, як необхідних для досягнення розумом цілей. При цьому моральна телеологія неминуче призводить до філософської онтології: «належне» з'ясовується за допомогою філософського пізнання «сущого». Попри цей пріоритет моралі у розвитку громадської та індивідуальної людської свідомості, перші історично відомі спроби наукової етики виникають порівняно пізно, вже на ґрунті цілком ясно позначеної філософської космології. Якщо мораль як житейська мудрість громадських законодавців, слід визнати, існувала з самої глибокої давнини то мораль як філософську теорію можна констатувати тільки після Сократа.
Було б, однак, несправедливо зовсім заперечувати існування філософської етики у філософів досократівського періоду. Вона безсумнівно існувала у піфагорійців, у Геракліта й Демокрита, якщо не у вигляді закінченої системи, то як ряд узагальнень, що знаходяться в логічному зв'язку з їхнім метафізичним поглядом. У них же ми вперше знаходимо ті загальні етичні принципи, які були покладені в основу теорій пізніших моралістів.
Піфагорійці, в згоді зі своєю метафізикою чисел, ставили такими принципами гармонію, порядок і міру. На них засновували вони як фізичний, так і моральний устрій всесвіту. Відповідно до цього зло визнавалось відсутністю міри, вади — порушенням душевної симетрії. Геракліта слід визнати родоначальником етичного універсалізму. На думку Лассаля, вся етика Геракліта виражається в одній формулі: «відданість загальному». Бути моральним — значить, для Геракліта, бути причетним до єдиного Всесвітнього розуму. Морально-належне полягає у виконанні загального закону. Все індивідуальне, відірване від загального, приречене на загибель і розкладання.
У пореконаннях Демокріта виявляється спорідненість матеріалізму з евдемонізмом. Вищим благом, на думку Демокріта, є щастя. Але істинне і міцне щастя дається тільки духовними радощами. Ця думка дає підставу бачити в Демокрітові провісника пізнішого епікурейства.
Діяльність софістів дала негативні результати для розвитку етики. Виставляючи своїм девізом умовність і суб'єктивізм у сфері пізнання і практики, софісти відкинули основні етичні принципи безумовно-належного, або цінного, і перетворили моральне в придатне чи бажане для тих або інших умовних цілей. У найкращому разі, їхня мораль приймала характер тривіальної добропорядності, як, наприклад, у відомій алегорії Продіка «Геркулес на роздоріжжі».
Моральна поведінка — це здатність особистості жити в суспільстві, серед людей, встановлювати з ними взаємини в рамках етичних норм, прийнятих в даному суспільстві.

### Сократ
Борцем проти цієї безпринципності став Сократ. Як в області теоретичного пізнання, так і в області моралі, значення Сократа полягає не стільки в утриманні та систематизації висловлених ним ідей, скільки в тому методі, яким вони вироблялися. Метод цей полягав у сходженні від конкретного до загального. Сократ володів мистецтвом утворювати в умах своїх співрозмовників загальні поняття. Для моралі це значило створювати спільні моральні цінності. На противагу софістам, які розміняли об'єктивні норми моралі на дрібну монету умовних потреб та особистого свавілля, Сократ виховував у своїх сучасників переконання в існуванні безумовного морального блага. Моральну діяльність Сократ розглядав з точки зору доцільності. Ми діємо правильно, коли наші дії досягають поставленої мети. З цього випливає, що для правильної дії необхідно знати співвідношення між цілями і засобами їхнього досягнення. Крім того, всі наші дії тільки тоді є морально цінними, коли ми маємо правильне пізнання добра. Звідси випливає, що всі добрі вчинки обумовлюються знанням або мудрістю — і навпаки, хто знає добро, на думку Сократа, неминуче до нього прагне і його осягає. Зло може відбуватися тільки від невідання блага і шляху до нього (парадокс Сократа). Це встановлення нерозривного зв'язку між знанням добра і добрими вчинками призводить Сократа до ототожнення мудрості з чеснотою, розумності — з добром, ототожнення досить характерного для всієї грецької філософії та провідності в тому чи іншому сенсі у всій історії етики до наших днів.
Визнаючи існування безумовних моральних принципів, Сократ не дав, однак, ясного і певного змісту цих принципів. Всі види морального блага, що були предметом розгляду Сократа, тяжіють, головним чином, до двох кінцевих інстанцій: користі і закону. Взагалі філософія Сократа стосувалася, скорше за все, переважно області побутових і політичних інтересів, і тому не дає основи для обґрунтування чого-небудь безумовного. У цьому відношенні Цицерон мав рацію, кажучи, що Сократ звів філософію з неба на землю. Однак реалізм Сократа мав досить умовне значення: якщо він, на противагу своїм попередникам, починаючи свою філософію з астрономічних теорій, зайнявся справами землі і звернув всю свою увагу на людську діяльність і людські стосунки, то було б помилковим думати, що в них він не знаходив нічого вищого і ціннішого, ніж користь і позитивне право.
Дуже важливим для всієї моралі Сократа є його розрізнення закону писаного або законів держави і законів неписаних або божественних. У цих останніх і слід бачити центр тяжіння його філософії, у них же знаходить пояснення його особисте життя, що зовсім не відповідало принципам утилітарної моралі. Під божественними законами Сократ розуміє, насамперед, ті універсальні вимоги моралі, що притаманні всім людям без винятку і порушення яких неминуче тягне за собою розплату. Існування таких законів (шанування Бога, покора батькам) служило для Сократа вказівкою на те, що людській свідомості притаманна якась вища і загальна розумність, велінням якої людина безумовно зобов'язана коритися. По суті, і писані закони держави є відображенням цих безумовних божественних законів, чому і повинні бути виконуваними, незалежно від того, наскільки вони справедливі.
Таким чином, і в сфері емпіричного і умовного Сократ вмів знайти непорушні вказівки на щось безумовне. В результаті етика Сократа безсумнівно мала релігійний характер. Він був переконаний в існуванні Бога як світового розуму і у впливі Бога на все живе. Більше того, Сократ не тільки був переконаний в існуванні Бога: він ясно усвідомлював у самому собі голос Божественного розуму і підкорився йому з безумовної впевненістю і спокоєм. Ця свідомість і становила сутність філософського і в той же час морального пафосу Сократа; вона ж зробила неминучою його величну смерть.
Основні положення Сократа отримали у його учнів подальший розвиток у двох напрямках: у Платона — в дусі крайнього ідеалізму, у Антісфена і Арістіппа — в дусі реалізму.

### Ідеалістичний напрямок: Платон
Платон цілком сприйняв детально розроблені основні положення Сократа про тотожність знання і чесноти. У переконаннях Платона на поняття блага можна відзначити декілька перехідних стадій. Реалістичне розуміння блага, властиве в значній мірі Сократу, не залишилося чужим і Платонові. В цьому відношенні особливо різко виділяється діалог «Протагор», де в уста Сократа Платон вкладає гедоністичну теорію блага, засновану на понятті задоволення. Наскільки, однак, цей погляд різко суперечить іншим переконанням Платона і всьому духу його філософії, можна бачити з того, що пояснення самого факту його існування в творіннях Платона завжди являло для істориків давньої філософії велике ускладнення. Деякі, як, наприклад, Штейнгарт і Шлейермахер, пояснювали цей пункт іронією Сократа, знущалися над знаменитим софістом. Целлер стверджував, що Сократ висловлював тут гедонічні положення хоча і серйозно, але не як свої дійсні переконання, а лише гіпотетично, спираючись для цілей аргументації на думку натовпу (((Polytonic|τῶν πολλῶν))). Штрюмпель робить відповідальним одного лише Сократа, відводячи в цьому місці для Платона лише роль історика. Висловлене Сократом у в'язниці положення про те, що краще потерпіти несправедливість, ніж зробити несправедливість, глибоко закарбувалося в свідомість Платона. Він докладно обговорює його в двох діалогах: «Критон» і «Горгії». В останньому він приходить до визнання самої справедливості душевним благом, а несправедливість визнає свого роду хворобою, тобто злом. Таким чином, у понятті справедливості, ототожнення з благом, це останнє поняття набуває ясного ідеалістичного сенсу. Оскільки в блазі визнається ще гедоністичний зміст, воно приймає трансцендентний характер посмертного блаженства. Тут уже ясно вимальовується перехід етичного принципу в потойбічний ідеальний світ. На думку Целлера, вся філософія Платона по суті представляє етику. Ця думка особливо стосується Платонівської теорії ідей. Ідеї — це той світ, який з неминучістю виникав у розумі Платона в його невпинних шуканнях вищого морального принципу. Смерть Сократа наочно показала, що в цьому світі марно було б шукати вищої правди і вищого блага, правда завжди приречена на ганьбу і на жертву. Якщо існує абсолютне вище благо, його місце не тут, а у світі ідей. Ідеї — це першообрази речей; в них прихована істинна сутність речей, їхнє справжнє благо і краса. Відволікаючись від чуттєвості і приходячи до пізнання ідей, ми разом з тим приходимо до пізнання істинного, не примарного блага і краси. І тут, на ґрунті ідеології, пізнання є засобом досягнення блага. Філософський ерос і є та універсальна чеснота, що одночасно призводить і до істинного пізнання, і до щирого блага, і до безкінечного блаженства. Людська душа пов'язана зі світом ідей своїм походженням з нього. В цьому ж зв'язку варто бачити запоруку її можливого повернення в земний світ. Психологічно цей зв'язок розуміється Платоном в понятті про пригадування і у вченні про три частини душі (μέρη). Чільна розумна частина звернена до світу ідей. Протилежна їй за своїм прагненням чуттєво-пожадлива спрямована на примарне, тобто чуттєве, буття речей. Проміжне положення між ними займає третя частина, благородніша, ніж остання, але теж чуттєвого характеру, здатна схилятися на ту чи іншу з протилежних сторін. Цей поділ душі служить підставою спеціального вчення Платона про чесноти. Кожній частині відповідає особлива чеснота: розуму — мудрість, відчуттям — мужність, жаданню — самовладання. Правомірна або справедлива участь усіх цих частин в житті душі становить четверту, головну доброчинність. Цю теорію чеснот, в якій пожадливість отримує свою правомірну участь, слід розглядати як певну поступку людській недосконалості, що пояснюється і тією обставиною, що, розвиваючи це вчення, Платон мав власне на увазі обґрунтування своєї соціальної теорії. Держава, на зразок душі, складається з трьох класів: ремісників, воїнів та правителів. Ремісникам належить та державна функція, яка відноситься до області нижчої чуттєвості, тобто різного роду промисловості. Воїни повинні направляти свої сили на те, щоб мужньо відбивати зовнішніх ворогів і приводити в дію закони. Роль правителів належить найкращим і мудрим людям держави: вони уособлюють його розум. Їхня функція — керувати державним життям, створюючи законодавство і спрямовуючи розвиток суспільства до вищого, ідеального блага. У політиці Платон проводить суворий аристократизм та універсалізм. Усі найважливіші функції громадського життя знаходяться в залежності від правителів, які, як мудреці і люди знання, одні тільки можуть дати правильний напрямок суспільного життя. Всі індивідуальні прагнення повинні бути узгоджені з благом цілого. Влаштування шлюбів, від яких, головним чином, залежить якість майбутнього покоління, не може бути надано сваволі окремих особистостей, але повинне регулюватися правителями. Приватна власність у такій державі є допустимою тільки для нижчого класу. Держава, в якій має потонути все індивідуальне, не є, однак, самоціллю, а лише засобом для досягнення вищого, для здійснення ідеї Блага. Благо — вище начало у світі ідей. Воно є першоджерелом всіх інших ідей, а через них — і всього існуючого. Воно також є кінцевою метою всього буття. Воно — сонце, що дає життя всьому і назад притягує до себе все живе. Благо і Бог — поняття рівнозначні. У понятті Бога етика Платона одержує своє кінцеве завершення. Взагалі, поняття Бога є найзагальнішим і найабсолютнішим етичним принципом як давньої язичницької, так і нової християнської етики.
Можна сказати без перебільшення, що філософія Платона, висхідна від реальних і конкретних принципів до найзагальнішого ідеального, є історичним прологом всього подальшого розвитку етики, у крайньому разі, в основних його моментах.

### Реалістичний напрямок
Реалістичний напрямок етики, що виник на ґрунті філософії Сократа, можна розділити на два основних напрямки:
- Позитивний евдемонізм — вважає кінцевою метою існування та людської поведінки задоволення в тій чи іншій формі;
- Негативний евдемонізм — такою ж метою ставиться відсутність страждання.

Незважаючи на тотожність основного принципу — задоволення в формі позитивної або негативної величини, — обидва ці напрямки, за своїм життєвим результатом і відношенням до інших етичних принципів, істотно відрізняються.
Позитивний евдемонізм представлений гедоністичною школою кіренаїків і епікурейцями.

#### Кіренейська школа
Арістіпп, засновник кіренейської школи, ставив кінцевою метою задоволення, незалежно від його специфічної якості. Найціннішою стороною задоволення він вважав його інтенсивність, звідси випливала перевага задоволень тіла, як найсильніших. Задоволення актуальне цінилось вище, ніж задоволення майбутнього, що знаходиться в руках непевної долі.
У одного з послідовників Арістіппа, Гегесія, гедонізм перетворився на крайній песимізм: знаходячи, що життя неминуче дає більше страждань, ніж насолод, він прийшов до висновку, що смерть є найлогічнішим висновком з правильно зробленого гедонічного розрахунку. Теорія Гегесія спричинила серед його сучасників багато самогубств, а йому дала похмуре прізвисько «навіювач смерті» (πεισιθάνατος). У цьому історичному епізоді іноді вбачають доказ внутрішньої неспроможності гедонізму, що приходить шляхом природної еволюції до заперечення життя. Навряд чи це правда. Гедонізм сам по собі зовсім далекий від песимізму; в іншому випадку їх зв'язок позначалася б на кожному окремому представникові цього напрямку. Песимізм Гегесія природніше за все пояснити психологічно: йому не давалися задоволення життя, тоді як винахідливий і життєрадісний Арістіпп вмів ними користуватися. Правда, цього факту достатньо, щоб відкинути задоволення як загального, для всіх придатного принципу, але гедоністи і не претендували на таку загальність, оскільки ставили своїм принципом аж ніяк не спільне, але особисте задоволення.

#### Епікурейська школа
Відмінність епікурейців від гедоністів полягає лише в розвитку і детальнішій розробці основного принципу. Епікурейці рахувалися з причинами задоволення, з його тривалістю, з можливістю подальшого страждання. В результаті у них виробилася обережніша й пом'якшена форма евдемонізму. Ідеалом епікурейства є особливого роду блаженна незворушність (άταραξία), що має не одну негативну цінність відсутності страждань, але також і позитивний сенс повної задоволеності.
Часом своїх богів вони представляли саме у формі безтурботного dolce far niente. Настільки облагородженими у порівнянні з гедонізмом є бачення епікурійців, що надавало перевагу духовнии задоволень над тілесними, а також високу оцінку задоволенню дружби.

#### Негативний евдемонізм
Негативний евдемонізм має представниками кініків і частково стоїків. Подібно до взаємин двох попередніх вчень, стоїцизм можна назвати вдосконаленим кінізмом. Основним приципом кініків є абсолютна свобода від впливів навколишнього життя, що призводить до відсутності будь-яких страждань. Кініки, що були більше людьми практики, ніж теорії, проводили цей принцип досить однобічно, спрямовуючи всю силу свого презирства на зовнішню матеріальну обстановку і від відкритого попирання всіх вимог культурності здобуваючи деяку своєрідну насолоду. Цим, можливо, природно пояснити всі ті, по суті непотрібні, крайнощі, у які вони впадали в своєму способі життя. Проповідуючи байдужість до всього, що не є чеснотою, кініки насправді не залишалися на точці байдужості, але з пристрастю викорінювати те, що, на їхню думку, заважало чеснотам та незалежності мудреця.

#### Стоїцизм
Стоїчна апатія проявлялась рівномірніше і спокійніше: а проте не тільки в практичному застосуванні основного принципу слід бачити різницю кінічної і стоїчної шкіл, але головним чином у теоретичних поглядах останньої, що дають шлях ясній універсальній тенденції. Ця тенденція виражалася в понятті світового закону, у визнанні існування універсальних норм буття. У збагненні і здійсненні цих норм і полягає обов'язок стоїчного мудреця. Ці норми мали, в баченні стоїків, головним чином натуралістичне та політичне значення. Стоїцизм пориває з евдемоністичною точкою зору і стає на ґрунт об'єктивного обґрунтування моралі. Саме на цьому ґрунті стоїцизм розрісся в складну моральну систему, що справила дуже велике історичне значення.
У зв'язку з еклектичним філософськими вченнями, що поширилося в II ст. до н. е., стоїцизм був перенесений у Рим і там послужив підставою державного законодавства. Стоїчна ідея універсальних розумних норм людської природи, що стоять над усіма національними та індивідуальними відмінностями, лягла в основу римського права. Виходячи з одного й того ж евдемоністичного принципу, епікурейство і стоїцизм здійснили досить різний вплив на суспільні звичаї та настрій. Маючи на меті позитивне задоволення, епікурейство позбавлено було того дисциплінуючого впливу на людську волю, яким, без сумніву, володів стоїцизм. Поставлене своїм засновником на досить значну моральну висоту, епікурейство мало все-таки перед собою площину, спрямовану вниз, до якої, під прапором розумного користування благами життя, нестримно вабили його нижчі інстинкти людської природи. Його падіння найбільш різко проявилося на римському ґрунті. Але і в найкращих своїх проявах епікурейство не пішло далі особистого душевного благоустрою. У суспільному житті епікурейці йшли під девізом «проживу непомітно» (λάθε βιώσας), зводячи таким чином у принцип себелюбне відокремлення і байдужість до суспільних інтересів. Вільгельм Віндельбанд зовсім правильно відзначає, що це егоїстичне віддалення у приватне життя зробило епікурейство реальною філософією всесвітньої римської монархії, бо найтвердішою основою деспотизму була та пристрасть до насолоди, в силу якої кожен, серед загальної плутанини, намагався врятувати в тиші свого приватного життя якомога більше особистого постачання. Зовсім іншу роль зіграв в язичницькому світі стоїцизм. Його аскетичний характер мав морально-виховне значення і підготовляв до сприйняття вищих етичних норм, що вимагають для здійснення своїх ідеалів особистого самозречення. Для стоїчного мудреця, звільненого від всіх особистих потреб і прагнень, відкривалися набагато ширші моральні горизонти. Стоїцизм, за самою суттю своїх принципів, повинен був мати висхідний напрямок. І та висота, якої він досяг у своєму розвитку, виявилася на тому ж римської ґрунті. Якщо грецькі стоїки за свій замкнутий, нетерпимий ригоризм по достоїнству могли бути названі «фарисеями язичництва», то римські стоїки, що дійшли, в особі Епіктета, Сенеки і Марка Аврелія до ясного розуміння загального братства людей, що складають елементи єдиного божественного цілого, до проповіді любові до ближнього, могли бути названі християнами в язичництві. Наскільки, однак, ці принципи християнської моралі в стоїчній етиці були загублені в абстрактних розмірковуваннях і тому мертві — показує відношення Марка Аврелія до християн, у яких він не впізнав своїх «братів».

### Арістотель
В особі Арістотеля громадська моральна самосвідомість Греції мала свого найхарактернішого представника і систематизатора. Визнаючи методом практичної моралі обрання середини між крайнощами, Арістотель цілком здійснив це правило в побудові своєї теоретичної етики. Благо, як чисто ідеальна трансцендентна мета, було чужим емпіричному складу його розуму. З іншого боку, задоволення, позбавлене всякого ідейного змісту, було занадто примітивним і нерозумним для його раціоналістичного світогляду. Вибраний Арістотелем керівний етичний принцип — блаженство — був саме золотою серединою між етичним ідеалізмом Платона і конкретністю евдемонізму. Сутністю цього блаженства є, за Арістотелем, не який-небудь нерухомий душевний зміст, але діяльність, і саме діяльність того, що є в людській душі найважливішим — розуму. В цій же діяльності розуму, підкоренні собі всіх інших душевних функцій, полягає вища доброчесність. Оскільки в пізнанні укладена здатність до розкриття чисто ідейного морального змісту, він має вищі чесноти, що називаються діаноетичними. Але цих чеснот мало для моральної поведінки; необхідно ще, щоб людина підкорила всі інші свої прагнення велінням розуму. У цьому підпорядкуванні, що залежить від вольової діяльності, полягають, за Арістотелем, етичні чесноти. У поняття етичних чеснот Арістотель вносить дуже суттєве доповнення до крайнього етичного інтелектуалізму своїх попередників. Згідно з основними принципами його етики, політика Арістотеля носить такий же характер помірності. На противагу крайньому універсалізму Платона, Арістотель допускає у своїй ідеальній державі приватну власність, вільний шлюб, індивідуальну сім'ю. З можливих державних форм найкращими він вважає аристократію, тобто панування найкращих, і монархію, тобто панування найкращого. Ця остання заслуговувала б переваги, якщо б були які-небудь гарантії того, що правитель буде дійсно відповідати поняттю найкращого. Тиранія є найбруднішою формою правління. Метою держави має бути виховання вищої форми громадського та індивідуального існування. Незакінченість політичного трактату Арістотеля не дає можливості обговорювати його як ціле, а тому залишає не цілком зрозумілим його ідеал досконалої держави і людини. Загалом етичні переконання Арістотеля є стрункішими в окремих частинах, ніж в цілому, і набагато обґрунтованішими в деталях, ніж в основних принципах.

### Християнство
Перехідний етап від етики язичництва до етики християнства представляє Олександрійська школа Філона, що поєднувала грецьку філософію з юдейством. Найважливішими принципами її є протиставлення матеріального і духовного світу, як зла і добра, аскетизм і містичне з'єднання з Богом. Взагалі різкий моральний дуалізм чуттєвого і надчуттєвого становить характерну рису всього перехідного періоду і з однаковою наполегливістю підкреслюється також у пізніших вченнях новопіфагорійців і неоплатоніків.
Християнство вводить в історію етики нову еру. Якщо розглядати окремі положення християнської моралі, то ми не знайдемо в них якихось зовсім нових, раніше не визначених моральних принципів. Основні заповіді християнства — любов до Бога і до ближнього — висловлювалися вже в тій чи іншій формі, з більшою чи меншою свідомістю їх значення, вищими моральними вченнями філософії та релігій Сходу. Тонкий та спостережний розум міг прийти до цих заповідей шляхом глибокого вивчення суспільного життя, заснованого на взаємному співчутті, прагненні до вищого і в тому чи іншому сенсі божественного. Але християнство, що було справою не одного тільки тонкого і споглядального розуму, але набагато могутнішого історичного чинника, стало зовсім новим етичним вченням і новою моральною силою. Новизна християнства, що вразила стародавній світ, прокинула в ньому ентузіазм безприкладної любові і настільки ж безприкладної злоби, яка полягала не в окремих його принципах, але в їх загальному зв'язку і співвідношенні, а головне — в їх життєвій щирості й силі. Те, що в древній старозавітній моралі висловлювалося «між іншим», як побічна думка, викликаючи повагу своєю недосяжною височиною і не викликаючи жодного співчуття за свою безжиттєвість, — в християнстві робиться наріжним каменем всієї моралі, входить у кров і плоть людських вчинків, надихає і об'єднує маси.
Цей наріжний камінь християнської моралі — любов до Бога і ближнього, не схожа на ту, якою жило людство до християнства. Це не любов чоловіка і жінки, батьків і дітей, брата і сестри, взагалі не та любов, яка невимушено диктується природними інстинктами людини, але любов вища, обумовлена ясною свідомістю братерства всіх людей, як дітей єдиного Бога, любов, що виховується визнанням власної нікчемності перед Богом і рештою світу, словом, любов, яка випливає з абсолютно нового погляду на світ як на єдине ціле, що має нескінченно велику цінність, ніж нікчемне людське «Я». Відповідно до цього основного принципу християнської моралі змінюється поняття про людські чесноти, переплавляється весь моральний кодекс. Відтепер вся доброчесність полягає в одній тільки цій всепоглинаючій любові. Розумність, що настільки високо цінилася грецькою етикою, відходить на другий план. У любові вказується нове джерело живої безпомилкової розумності, перед якою все буття стає прозорим, доступним і зрозумілим. Все зовнішнє, формальне, пов'язане буквою закону втрачає свою цінність і замінюється однією лише вимогою щирої любові та смиренності. Все те, що з точки зору попередніх принципів моралі виявлялося непотрібним, нікчемним або слабким, виявляється в християнстві високим і обіцяючим майбутню міць. Голодні, спраглі, замучені, биті й знехтувані зводяться на моральний п'єдестал, оскільки їхній принижений вигляд обумовлений прагненням до правди і стражданням за цю правду. Настільки ж докорінна зміна спостерігається в ідеалах християнства. Уже не земне життя, з тими чи іншими благами, ставиться за мету людського існування, але нескінченно вищий і віддалений ідеал Царства Божого, царства нескінченного блаженного життя, що настає після загального жнива добра, коли всі будуть відділені як кукіль від пшениці, тобто все добре буде цілком очищене від злого. З точки зору цього ідеалу, будь-які життєві цінності переосмислюються і отримують зовсім інше значення. Страждання, бідність, фізична слабкість в цьому світі стають запорукою блаженства і духовної сили в Царстві Божому. Навпаки, щастя, багатство і сила є перешкодою до досягнення вічного життя, в якій перші світу цього робляться останніми.
Нарешті, так само корінна різниця між християнством і всіма колишніми етичними поглядами коріниться в ідеї найбільшого морального подвигу, що складається в пожертву всім особистим і самим життям за вищу правду. Розп'яття є символом вищого покликання християнина на землі. Християнська мораль цілком визначається релігійним світоглядом і випливає з нього як неминучий наслідок. Християнська етика і, відповідно до неї, релігійний світогляд, викладені в книгах Святого Письма, представляють одне органічне ціле.
Підставою цього цілого є ідея вільного відокремлення людини від життя в Бозі і можливості вторинного прилучення людини до божественного життя за посередництвом Ісуса Христа. Вся етика християнства є не що інше, як вказівка шляху повернення до Бога. Шлях цей складається в підготовці себе і своїх ближніх до іншого життя в Царстві Божому. Оскільки основою цього життя є абсолютна гармонія з волею Бога і з тим вищим світопорядком, до якого належить перейти людині, то і підготовку до цього переходу ні в чому іншому і не можна вбачати, як у підпорядкуванні своєї волі принципам божественного світового порядку. Ці принципи — Бог і ті індивідуальні істоти, які входять в божественне ціле. Звідси, як прямий наслідок, випливає християнське служіння Богові і ближнім. Але, оскільки божественний світопорядок являє собою ідеальну гармонію, то він не може бути заснований на суто зовнішньому, насильницькому співвідношенні частин, а, як будь-яке ідеальне ціле, вимагає вільного єднання елементів. Таке єднання може обумовлюватися не яким-небудь зовнішнім законом, але виключно внутрішньою природою істот, внутрішнім їхнім потягом до Бога і одне до одного, — а таким потягом і є любов. Лише там може бути повна гармонія інтересів, де всі внутрішні зміни кожної істоти дають миттєвий і вірний відгомін у всіх інших. Любов є моральний закон християнства саме тому, що вона в той же час — космічний закон для християнського космосу. Любов тільки й може дати реальну і непохитну єдність тієї Христової церкви, яку ворота пекла не переможуть навіки. Цілком зрозуміло, тому, що саме любов будив в серцях людей Той, Хто передбачав створення з цих людей єдиного і вічного Царства благодаті. Християнська мораль ґрунтується не на розумінні, а на тому, що глибше, первинніше і простіше будь-якого розуміння: на потязі людей до вищого і собі подібного. Все формальне і засноване на зовнішньому виконанні закону відходить перед цим основним принципом християнства на другий план і навіть докоряє християнству як фальшива фарисейська мораль.
Християнство від початку свого виникнення і до наших днів не переставало здійснювати дуже сильний вплив на всі наступні етичні концепції, що виходили навіть з протилежних точок зору. Цей вплив найрізкіше виявився в Середньовіччя. У період поширення і утвердження християнства як панівної релігії в області філософської думки ми зустрічаємося зі світоглядом, у багатьох відношеннях дуже спорідненим з християнством — з неоплатонізмом. В особі його головного представника, Гребля, в останній раз проявив себе геній грецької філософії. У неоплатонізмі етика прямо випливає з метафізики. Світ являє собою еманацію єдиного Бога. Останнім і найнижчим ступенем цієї еманації є матерія.
Метафізично матерія є чимось, що володіє найменшою реальністю; етично — матерія є абсолютне зло. Звідси основна вимога моралі неоплатонізму: звільнення від потреб тіла. Це звільнення досягається шляхом аскетизму. Вищу доброчесність Плотін називає очищенням. Наскільки ницим визнавалося в неоплатонізмі все тілесне, видно з того, що, за свідченням свого біографа, Плотін соромився власного тіла. Крім аскетизму, людину веде до вищого світу краса. Краса є чуттєвою оболонкою духу і добра, потяг до краси неминучий, і пов'язаний з потягом до добра, тому шанувальники краси у всіх її проявах знаходяться, на думку Плотіна, на такому ж вірному шляху, як і філософи. Кінцевою метою морального вдосконалення є містичне з'єднання з Богом — з'єднання, яке невимовне і незрівнянне за своїм блаженством ні з якими іншими людськими радощами. Дуже характерною рисою етики Гребля є переміщення центру тяжіння морального в суто внутрішнє життя, в область думки, почуттів і прагнень. Дії та вчинки мають мало ціни в етиці Гребля. Мрією його було заснувати для себе і своїх учнів особливе місто філософів, у якому, далеко від зовнішньої метушні світу, можна було б безперешкодно готувати душу до злиття з Єдиним і Вищим.
Подальші трансформації неоплатонізму, що то вступають у тісніший зв'язок із язичництвом, то наближаються до християнства, не представляють нічого істотно нового. Ця трансцендентна мораль, що веде свій початок від Платона, представляла по суті не що інше, як язичницьку підготовку до християнства.
Християнська етика перших століть цілком збігається з євангельською. слідування заповідям Христа ніколи не здійснювалось з такою незаперечністю, як в перші століття. Не монастирське усамітнення і не турбота про особистий порятунок були завданнями початкового християнства, а саме діяльна взаємодію зі світом. Ця взаємодія була в той же час безперервною і трагічною боротьбою. Служити закваскою духовного відродження всього людства можна було, лише жертвуючи собою до кінця. Характерною рисою цього періоду є також повна відчуженість християнства від інтересів політичного і громадського життя. Служити Розп'яттю і сильним світу цього одночасно уявлялося несумісним для перших християн. З особливою силою виявився протест проти зближення церкви і держави у Тертуліана, що визнавав державу породженням диявола. За першою епохою мучеництва прямувала епоха чернецтва і церкви. Особливе етичне значення отримує церква у Августина Блаженного, світогляд якого взагалі є основою всього середньовічного християнства. На противагу Пелагія, який заперечував в людині спадковість гріха і необхідність Божественної допомоги для порятунку, центральною ідеєю Августина є природжена гріховність людини. Після гріхопадіння першої людини людська природа втратила можливість самовизначення в бік добра. Для моральної досконалості і порятунку людині необхідна благодать. Але благодать дарується Богом тільки членам церкви, тому тільки хрещення дає спасіння.
Людина, що не належить до церкви, не може бути моральною в істинному розумінні слова. Чесноти язичників — це, по суті, гріхи, що мають тільки блискучу зовнішність. Але і належність до церкви не є гарантією порятунку: лише обрані Богом отримують благодать і рятуються. Благодать — це дар Бога знечищеному гріхом людству. Але, оскільки задум Бога становить абсолютну таємницю, то ніхто не повинен втрачати надію на спасіння, навпаки, кожен повинен прагнути бути гідним Божественної благодаті. Тому надія приєднується до віри і любові як одна з основних християнських чеснот. Визнання вродженості гріха не заважало Августину визнавати гріховність і взагалі зло не самостійним принципом, але лише відсутністю добра, від нього веде свій початок схоластичне положення: «Malum causam habet non efficientem sed, deficientem», яке згодом захищав особливо Лейбніц.
У боротьбі з донатистами, що відкидали церкву як об'єктивне, не пов'язане з особистими якостями її представників утворення, Августин захищає принцип єдності церкви та її об'єктивного значення, незалежно від суб'єктивної досконалості священнослужителів. У Августина намічається ідея майбутньої інквізиції. Дія Бога на людську спотворену природу неминуче повинна бути насильницькою. Що Бог вживає примус, видно, на думку Августина, з прикладу апостола Павла, який «був змушений до пізнання і володіння істиною великим насильством Христа». З того, що Бог лякає і карає, випливає, що і держава, і церква повинні карати і насильно навертати єретиків. Ідея вищого блага у Августина збігається з поняттям граду Божого (Civitas Dei), як вищої божественної світової організації, що має провіденційне здійснення у світі. Взагалі вся етика Августина пройнята крайнім супранатуралізмом.
Людина є у нього лише матеріалом морального вдосконалення, справжнім джерелом якого можна визнати тільки Бога, а необхідним посередником — церкву; одержувана понад норму благодать стає еквівалентом чесноти.
В особі Абеляра в релігійні погляди середньовіччя вривається сильний струмінь етичного натуралізму. Ще різкіше, ніж Пелагій, Абеляр підкреслює природну здатність людини до морального вдосконалення. Спокута Христа розуміється ним психологічно: подання страждань Христа обумовлює зміну в моральній свідомості людини. Етику Абеляра можна визначити як етику настрою; лише внутрішні стимули дій мають у нього моральну ціну.
Цей принцип інтенціоналізму ставить Абеляра в різку протилежність до церковного благочестя, заснованого на зовнішності. Взагалі Абеляр багато в чому є предтечею Лютера, який з'явився, однак, занадто рано і тому є незрозумілим.

### Схоластична етика
Схоластична етика не містить у собі будь-яких нових принципів, а являє систематизацію і складне переплетення попередніх навчань. Застосовуючи до життя і прагнучи вирішити з точки зору християнства безліч приватних питань суспільного життя, схоластика породжує велику літературу особливої казуїстичної етики, що розробляється в так званих «summæ» (найвідоміші: Astesana, Rosella, Angelica). Як в області теоретичної філософії вся середньовічна схоластика представляє безперестанне коливання між різними протилежними принципами, так і в схоластичній етиці ми зустрічаємося з кількома протилежними напрямками, то різко зіштовхуваних, то поєднуваних у примирливі концепції. Такими напрямками є етичний інтеллектуалізм та універсалізм Фоми Аквінського, що призвичаїв Арістотелеву і стоїчну етику до християнства, і протилежний йому волюнтаризм і індивідуалізм Дунса Скота. На думку останнього, Бог хоче блага не тому, що він визнає його таким, а зовсім навпаки: те, чого хоче Бог, повинно бути визнане благом. Не менш основною є протилежність етичного супранатуралізму, пов'язаного з клерикалізмом, інатуралізму, що призводить до принципу вільної від церковного авторитету совісті. Примирення цих напрямків породжує специфічне поняття схоластики — Synderesis, що має значення притаманного занепалій людині залишку добра. Совість, як окремий прояв Synderesis, зберігаючи свою суб'єктивність, підпадає в той же час під владу об'єктивного релігійного закону. У німецького містика Мейстера Екгарта Synderesis позначає ту наявну в людині іскру божества, яка робить можливим наближення до Бога. Цей філософ, який відродив на німецькому ґрунті неоплатонізм, також є одним з проввісників Реформації. На його думку, «не справи роблять нас святими, але святість освячує наші справи». Незважаючи на свій містицизм, Екгарт наполягає на необхідності активного проявлення святості. Те вище, чого досягає людина в містичному спогляданні, повинно бути проведене в життя через любов і дії. Містицизм Екгарта приймає поетичний і естетичний характер у його учня, релігійного мрійника Генріха Сузо. Таулер і автор «Німецької теології» переносять центр тяжіння містицизму на зречення від своєї індивідуальності. Сутність гріха полягає в утвердженні свого «я», у свавіллі, тому моральне очищення ґрунтується на свідомості своєї духовної убогості і скромності. Те ж перенесення релігійності
в глибину людського духу проводиться автором знаменитого «Наслідування Христа», що закликав головним чином наслідувати любов і страждання Христа: «in cruce salus et vita, in cruce summa virtutis, in cruce perfectio sanctitatis». Взагалі, містичний настрій, що охопив Німеччину в XIII і XIV століттях, незважаючи на чернечий характер своєї релігійності, був різким протестом проти середньовічного клерикалізму з його зовнішньою моральністю, яка втратила всяке життєве значення і спотворила до невпізнанності основні принципи християнства. До цього ж відновлення справжнього первісного християнства зводилося етичне прагнення Лютера і породженої ним реформації. Мораль ієзуїтства представляє повернення до середньовічної католицької моралі, з її основним принципом єдиної церкви як заступниці індивідуальної совісті та вищого морального авторитету. Така заміна внутрішнього морального самовизначення зовнішньою слухняністю ясно виявляється в єзуїтський теорії пробабілізму, відповідно до якої всякий сумнів в етичних питаннях повинен бути вирішений духівником або взагалі авторитетом церкви. Досить важливого значення набуває в теорії і практиці єзуїтів телеологічний і в той же час
психологічний принцип цілі та наміру: «media honestantur a fine» (мета виправдовує засоби). По суті ми зустрічаємося тут з дещо видозміненими інтенціоналізмом Абеляра і Реформацією. Різниця лише в тому, що з точки зору Абеляра і представників Реформації вчинки і спонукання, маючи спільну моральну цінність, повинні були узгоджені одне з одним, в ієзуїтстві ж вчинки розглядалися як байдужі в моральному відношенні «media», які можуть отримувати суттєво різні значення залежно від тієї мети, до якої вони ведуть.

### Епоха Відродження
Якщо початок нової філософії характеризується звільненням від підпорядкування теології, то і нова етика виникає вперше на ґрунті природного розуму, який визнав себе незалежним від вимог релігійності. Родоначальником цієї нової етики слід визнати Шаррона, який у своєму творі «De la sagesse», що вийшов у 1610 р., висловлює думки, які дивно нагадують новітніх моралістів від Канта і до наших днів. «Моральність є першим, релігія ж — другим, бо релігія є щось завчене, щось, що приходить до нас ззовні, засвоєння з вченнь і свідоцтв, і не може, тому, створити моральність. Вона скоріше є породженням цієї останньої, бо моральність первинна, стало бути, старіша і природна, і ставити її після релігії — значить викривляти всякий порядок». Подальший розвиток теорія природної моральності отримує в Англії, в дослідженнях Бекона й Гоббса. Будучи частково відновлювачем стоїчного принципу природного закону (lex naturalis), Бекон надає йому соціально-психологічного відтінку.
Гоббс виводить всю моральність з егоїзму, тобто з природного прагнення людей до відособленості і відчуженості: «війна всіх проти всіх» — ось той початковий етичний факт, з якого розвивається з неминучою послідовністю позитивне право і моральність. Людина робиться громадською твариною за потребою. Тільки страх людей один перед одним примушує їх відмовлятися від природної схильності до насильства і поневолення і встановлювати норми гуртожитку. Кембриджська школа (Кедворт, Мор), поєднуючи релігійність з повним вільнодумством, розвиває, головним чином у антагонізмі Гоббса, теорію апріорної моралі, частково передбачаючи етику Канта. Ще різкішим протестом проти теорії Гоббса є мораль Кумберленда, що відстоює громадськість людини як первинну властивість її природи. В етиці Локка з'єднується релігійне та емпіричне обґрунтування моралі.
Ми пізнаємо Божественний закон з Явлення і в той же час шляхом досвіду приходимо до пізнання природного закону. У «Reasonableness of Christianity» докладно розглядаються взаємовідносини цих двох джерел морального.
Природний закон збігається з божественним і його підтверджує. Те, що дається в одкровенні відразу, досягається через природний досвід довгим і обхідним шляхом. Стимулом природного розвитку моральності є прагнення до щастя. Багата глибокими думками оптимістична етика Шефтсбері, з її центральним принципом гармонії, у багатьох відношеннях мирить егоїзм і альтруїзм; разом з тим його мораль ще більше втрачає інтелектуальний характер, отримуючи своє обґрунтування у сфері ірраціонального, а саме в почуттях та прагненнях. В природі морального є щось субстанціальне і безпосередньо дане, інтуїтивне, таке, що зумовлює гармонію між соціальними і егоїстичним спонуканнями. В самих речах полягає регулюючий принцип, якесь внутрішнє тяжіння або таємнича сила природи, яка і спонукає добровільно чи не добровільно сприяти благу роду, карає і мучить того, хто цього не робить.
Те збентеження свідомості, яке проявляється, наприклад, у почутті сорому, може відбуватися тільки від діяння по суті ганебного, а не від шкідливих його наслідків. Найбільша небезпека у світі — точно так само, як і громадська думка — не в змозі викликати це збентеженя, поки в цьому не візьме участь наше власне відчуття. Взагалі в людині закладено, в загальному, добрі начала, які є злом лише в силу свого негармонічного розвитку. Душевне здоров'я, як і тілесне, засноване виключно на рівномірному поєднанні елементарних функцій. Гармонія душі веде, в той же час, до щастя. «Таким чином, — укладає Шефтсбері своє дослідження про чесноти, — для кожного добродіяння є добром, а вада злом». Інтуітівізм (теорія безпосереднього морального споглядання) Шефтсбері отримує свій подальший розвиток в Шотландській школі, головним чином у Хатчесона й Ріда. Основним положенням цього напрямку є безпосередня очевидність морального, що не виводиться ні з яких міркувань розуму. Подібно до того як нам безпосередньо ясня вища гідність естетичних або інтелектуальних насолод порівняно, наприклад, з насолодою смаку, так само відрізняємо ми безпосередньо морально добре від усіх інших сприйняттів. До Шефтсбері приєднуються також Юм і Адам Сміт, що обґрунтовують моральність на психологічній основі симпатії. З надзвичайною дотепністю виводить Сміт з симпатії таке на перший погляд чуже їй явище морального життя, як голос совісті. Ми судимо про нашоу власну поведінку, ставлячи себе в положення іншого й оцінюючи себе з точки зору цього іншого. Цей уявний інший або, як виражається Сміт, «неупереджений глядач всередині нас», почуття якого ми переживаємо, і є голос нашої совісті.
На континенті етика значно поступається за оригінальністю і багатством ідей етики, що виникла на англійському ґрунті. Картезіанство цілком тяжіє ще до теологічної етики середньовіччя. Вельми характерний в цьому відношенні схоластичний спір Фенелона й Боссюе про безкорисливу любов до Бога. Сутність суперечки, звільнена від богословського елементу, зводиться до тієї, не позбавленої і сучасного інтересу дилеми: чи є блаженство, яке представляє результат моральної досконалості, одним з моральних стимулів, або ж моральні ідеали мають ціну зовсім безкорисливо, самі по собі. Етика французької просвіти, що всмоктала частково ідеї Гоббса, Локка, Юма (у Гельвеція), частиною Шефтсбері (у Руссо), відрізняється надзвичайною конкретністю. Її кінцевою метою є улаштування ідеальної громадської організації. Мораль Гельвеція, визначена ним як фізика звичаїв, носить сенсуалістічний характер. Її основний принцип — егоїстичні прагнення до щастя. Суспільне ціле має спиратися на майстерне об'єднання інтересів. Якщо приватні особи не будуть в змозі досягати свого особистого щастя, не збільшуючи у той же час і щастя громадського, тоді гріховними залишаться тільки божевільні, і всі люди будуть змушені бути чесними. Етику Руссо можна назвати волюнтаристською. Основа моральності — в первинних, не зіпсованих культурою прагненнях людини. Той же волюнтаризм проникає його теорію суспільного устрою, основою якого є вільна воля всіх, що становлять громадську організацію. В етиці Спінози відроджується і отримує систематичне завершення етичний раціоналізм древніх. У пом'якшенішій формі цей же раціоналізм притаманний етиці Лейбніца, який визнав, разом з тим, своє близьке споріднення з Шефтсбері.

### Кант
Абсолютно нову постановку отримують етичні проблеми у Іммануїла Канта. Якщо гносеологія Канта залежить від філософії Юма, то в області моралі духовним батьком Канта безсумнівно був Руссо. «Що моральна цінність людини випливає з природного джерела, що вона не залежить від жодного облагороджування, жодного успіху в науках чи розвитку розуму, що можна в низькому і неосвіченому стані володіти тим, чого не може дати навіть високо розвинута наука і пізнання» — ось чому Кант, за його власним визнанням, навчився у Руссо і що увійшло в основу його власної етики. Вся моральність полягає в добрій волі виконати моральний закон. Сам закон має вирізнятися абсолютною всезагальністю. «Чини так, щоб правило твоєї волі завжди могло бути разом з тим і принципом загального законодавства» — свідчить моральний закон Канта (категоричний імператив). Ця формула докорінно відрізняє його мораль від попередніх етичних побудов, що спиралися завжди на певний емпірично визначений зміст. Будь-який такий зміст принципово виключається Кантом. У сфері належного не може бути жодних умовностей, нічого не залежить від тих чи інших конкретних цілей і причин. Безумовне моральне самовизначення неминуче призводить до найзагальнішої форми морального закону, в якому морально цінним є тільки його ж власний загальний і безумовний зміст. Представляючи щось абсолютно цінне, моральний закон робить настільки ж цінним і ту істоту, яке є його носієм і виконавцем, тобто людину. Таким чином, у Канта вимальовується друга абсолютна моральна цінність — людська особистість, що входить у зміст другої, конкретнішої формули морального закону: «роби так, щоб ти користувався людством, як у твоїй особі, так і в особі будь-кого іншого, не тільки як засобом, але в той же час і завжди як метою». Незважаючи на всю дотепність та загадкову архітектоніку кантівської етики, що сполучає в єдине ціле вимоги абсолютної чистоти морального самовизначення з евдемоністичним ідеалом вищого блага — головна цінність і значення її не як системи, а як абсолютно нової етичної точки зору. Новизна її полягає в рішучому проголошенні повної автономії морального закону, тобто незалежності його від тих чи інших психологічних і зовнішніх умов і цілей.
Цілком оригінальне також своєрідне гносеологічне значення цього закону у Канта, що робить його базисом ідеалістичного світогляду. До Канта належне визначалося з пізнання сутнього і можливого; Кант перший спробував обґрунтувати онтологічні ідеї свідомістю належного. Ця спроба має глибоке психологічне значення. Що світогляд кожної людини зумовлений значною мірою її прагненнями та етичною свідомістю — безперечний факт. Перетворюючи цей факт у філософську теорію, Кант встановив принциповий пріоритет моральної волі (практичного розуму) над теоретичним розумом.
Безумовність морального обов'язку перетворює його, водночас, у новий метафізичних принцип. Для теоретичного розуму вся реальність зводилася до феноменального буття, пов'язаного законом причинності; в моральному самовизначенні відкривається новий вид буття, вільного від причинності. Метафізичне значення цього принципу розкрито було докладніше тільки у Фіхте. Для Фіхте моральна воля є водночас розумною волею; в ній перемагається протилежна «я», ним же створена нерозумна природа. Згідно з цим, моральне існування є безперервним законодавством розумного створіння відносно самого себе.
Вищий критерій цього законодавства — індивідуальна совість. Мета моральності — повна свобода від усього того, що не є розумом, тобто повне подолання нерозумної природи. Оскільки мета ця недосяжна, то моральна діяльність є нескінченним прагненням до ідеалу абсолютної свободи.

### Утилітаризм
Прямою протилежністю Кантово-Фіхтеанської етики абсолютного обов'язку є майже одночасний з ним утилітаризм. Утілітаризм представляє кінцеве завершення та вдосконалення евдемонізму. Користь, що ставиться Міллем кінцевою метою моральної поведінки, є по суті не що інше, як зведене до об'єктивної норми й універсального поняття задоволення і добробут всіх людей. Правда, ця абстрактність і надзвичайна спільність поняття корисності перетворює її часто вже в щось чуже евдемонізму, бо в цьому виявляється лише нестійкість самого принципу. Найпослідовнішим проведенням евдемоністичної точки зору вирізняється утилітаризм Бентуа, що представляє свого роду арифметику людського щастя і нещастя.
З цією послідовністю пов'язана його неповнота, що не дає місця в системі вищим етичним проявам, пов'язаним з не компенсованим ніяким щастям страждання. Ця неповнота почасти згладжується Джоном Стюартом Міллем, що виводить моральну безкорисливість з евдемоністичного принципу за допомогою психологічного поняття асоціації. Еволюційна мораль Герберта Спенсера є у багатьох відношеннях примиренням протилежних напрямків морального емпіризму та апріорізму на тій же евдемоністичній базі. В основі морального лежить у нього прагнення до щастя і відсутність страждань. Шляхом складного еволюційного процесу з цього початкового стимулу розвиваються різноманітні моральні інстинкти. Головним завданням Спенсера, як і в утилітаризмі, було показати, яким чином егоїзм перетворюється в альтруїзм. Утилітаристи хотіли обґрунтувати це перетворення в індивідуальній свідомості; Спенсер з набагато більшим успіхом вирішив завдання, ставши на біологічну еволюційну точку зору. Таким чином, за допомогою спадковості пояснюється існування в людській свідомості всіх тих моральних стимулів, які не можуть бути виведені з особистого прагнення до щастя. Евдемоністічний принцип переноситься з індивіда на рід.
Та поведінка є моральною, яка веде до блага роду. Ця ж поведінка в загальному і цілому збігається з особистим благополуччям окремих людей. Совість і взагалі всі так звані природжені та інтуїтивні моральні принципи мають тільки індивідуальну природу апріорно; дійсна їх основа — в родовому досвіді. Не позбавлена інтересу спроба Седжвіка в його «Methods of Ethics» обґрунтувати утилітаризм чисто логічно за допомогою віднесення понять щастя і користі від їх альтруїстичного або егоїстичного ґрунту. При цьому антагонізм між «я» і «ти» зовсім знищується, оскільки щастя того й іншого є абстрактно рівноцінним. Почасти примикає до Спенсера, за своїм чисто біологічним субстратом, етика Гюйо. Загальність вихідної точки зору не знищує, однак, повну оригінальність і самобутність моралі Гюйо. Основним поняттям її є «життя». Правильне розгортання життєвих сил лежить в основі всякої моральної поведінки. Задоволення тільки супроводжує життєві прояви, але не становить їхньої справжньої мети і причини. Навпаки, первинною причиною всякої поведінки є завжди надлишок життєвої енергії, кінцева ж мета полягає в звільненні цієї енергії, у створенні все нових і нових форм життєвості. З цього загального принципу виводяться як егоїстичні, так і альтруїстичні форми моральності. Егоїзм — це природне самозбереження та самоствердження всякого індивідуального життя. Сутність життя полягає, однак, не тільки в самоствердженні, але також і навіть головним чином в розширенні і поширенні. Ця експансивність життя і складає сутність того, що Гюйо дотепно і влучно називає етичною родючістю (fécondité morale). Треба, щоб життя індивідуальне витрачалося для інших і в разі потреби віддавало б себе.
Життя експансивне для інших, тому що воно родюче, а плодюче вона саме тому, що воно — життя. Ця родючість життя виявляється не тільки фізично, але також в області інтелекту, думки і волі. Індивідуальність людська недостатня для виявлення її власного життєвого багатства.
Ми маємо більше сліз, ніж нам необхідно для наших власних страждань, більше радощів, ніж скільки їх потрібно для нашого власного щастя. Необхідно йти до інших і множити самих себе за допомогою спілкування думок і почуттів. Взагалі, моральність і безкорисливість — колір людського життя. Життєвість — а відповідно до цього, і моральність — виражається в енергії і розмаїтості життєвих проявів, б'є через край індивідуального існування. З принципу життєвості Гюйо виводить ще третю, дуже важливу вимогу моралі: внутрішню узгодженість або гармонію життєвих проявів. Внутрішнє протиріччя не відповідає принципу життєвої економії, в якій вся енергія повинна мати
своє виявлення, а аж ніяк не витрачатися у внутрішніх зіткненнях. Тому моральність є в той же час єдністю істоти, аморальність — роздвоєнням. Вельми цікаве у Гюйо обґрунтування
безкорисливої жертви як вищого прояву життєвої сили. Життєвість, як внутрішня енергія, що виражається не в одній тільки тривалості людського життя. Інтенсивність деяких насолод може виявитися ціннішою за всю тривалість життя.
Існують короткочасні дії, що включають в себе набагато більше життєвої енергії, ніж довге людське існування. Тому можна інколи, не будучи нерозумним, принести в жертву всю цілість існування за один з його моментів, як можна іноді надати перевагу одому віршеві замість цілої поеми. Таким моментом саме і є моральний подвиг самовідданості. У ньому концентрується вся життєва цінність індивідуальної особистості, а тому цілком природно, що заради цієї цінності віддається все життя, особливо в тих випадках, коли відмова від морального подвигу зводить життя на ступінь нікчемного животіння. Етика Гюйо близько стоїть до так званої «незалежної моралі», головним представником якої був Вашеро. Ця мораль прагнула створити вчення про права, незалежне ні від якої метафізики чи релігії. Кінцева мета і благо виводяться з природи людини, що розуміється психологічно. Мета всякої істоти полягає в розвитку її природи. Природа, мета, благо — ці три поняття випливають одне з іншого логічно: благо визначається метою, а мета природою. Таким чином все зводиться
до пізнання людини.

### Ніцшеанство
Ніцшеанство — не що інше, як проповідь життя в ім'я життя. Життєва сила, свобода життєвих проявів та їхня внутрішня гармонія становлять основні принципи як етики Гюйо, так і Ніцше. Наріжне значення Ніцше в історії новітньої етики, розділене ним з Достоєвським, полягає в надзвичайній сміливості його морального скепсису. Вся нова етика, незважаючи на надзвичайне різноманіття її принципів, тяжіла все-таки до християнського світобачення, з його альтруїстичним і універсальним кодексом. Завданням майже всіх моралістів було за будь-яку ціну вивести зі своїх основних положень вимоги любові до ближнього та особистого самозречення. По суті ця вимога була апріорною, хоча і не завжди усвідомлюваною, передумовою майже всіх етичних систем. Ставши на точку зору радикального сумніву, Ніцше відкинув цю вимогу загальноприйнятої етики, як зовсім недоведений моральний забобон. Подібно до Декарта, Ніцше засумнівався у всіх визнаних до нього очевидних істинах і захотів в області етики почати з самого початку.
Незалежно від цінності його позитивних етичних поглядів, в його моральному скепсисі не можна не визнати відновлювальний момент в історії етичних навчань. Після Ніцше не можна вже відмахуватися психологічними теоріями, що показують, як з егоїзму або з інших внутрішніх стимулів виникають справедливість, співчуття, любов до ближнього, самопожертва та інші теоретично загальноприйняті принципи, а необхідно виправдати їх по суті, дати раціональне обґрунтування їх обов'язковості та перевазі перед протилежними їм людськими прагненнями. Сам Ніцше вирішував поставлену собою моральну проблему в дусі розвінчування традиційної моралі. В ім'я чого здійснив Ніцше це зверження — залишається, по суті, загадкою. Ідеал надлюдини не визначено ним настільки ясними рисами, щоб протиріччя його принципам християнської моралі уявлялося цілком очевидним. Якщо надлюдина є ідеалом життєвої сили, повноти і гармонії, то цей ідеал не може виключати нічого життєвого, багатого духовною силою. Не бачити цієї сили в християнській любові та самозреченні можна тільки за незнищенного бажання зробити переоцінку всіх моральних цінностей і що б то не було перемістити моральні полюси один на місце іншого. В цьому відношенні Гюйо спирається, по суті, на той же принцип, залишаючись цілком вільним від оригінальності свого однодумця. Втім, етика Ніцше не залишається вірною навіть своїй ворожнечі до християнства. Досить згадати його повний сили і краси гімн загибелі («я люблю тих, хто не вміє жити, не загинув, бо загибель їх є перехід до вищого» — «я вчу вас творити смерть, яка стає нагадуванням та обітницею»), щоб визнати частку справедливості в даній йому одним з новітніх письменників характеристиці «таємного учня Христа». Етика Ніцше є мораллю невизначеного майбутнього і, як така, може бути поставлена в якусь спорідненість з кожним моральним вченням, що погорджує зло теперішнього заради вищого ідеалу майбутнього. Вся слабкість етики Ніцше — в неясності ідеалу. З деякою ймовірністю цей ідеал може бути, однак, конструйованим з симпатій і антипатій Ніцше в сфері сьогодення. Швидше за все, це ідеал вільної краси, як внутрішньої єдності багатої обдарованої індивідуальності. Ніцше далекий від всіляких універсалістських тенденцій. Для нього індивідуум є щось самовизначуване, самоцінне. Індивідуум повинен бути вільним від усякого підпорядкування чому-небудь для нього зовнішньому. Саме цю вимогу і ставить мораль Ніцше в різкий антагонізм з будь-якою релігійною мораллю. Ворожнеча з Богом є, можливо, найщиріший і найпристрасніший заклик, що лежить в глибині всіх етичних поглядів Ніцше. Цікаву протилежність Ніцше представляє індивідуалізм Лютославського, розвинений ним у творі «Seelenmacht» і досить незвичний з яскраво вираженими альтруїстичними тенденціями. Своєрідне з'єднання еволюційної й утилітарної моралі представляє і етика Гефдінга, яка прагне звільнитися від усякого зв'язку з метафізичними і релігійними проблемами.
По суті Гефдінг повертається до евдемоністичного обґрунтування етики. Її основним принципом він ставить благополуччя (Wohlfart), наполягаючи, однак, на відміну цього принципу, відмову від загального щастя і користі утилітаристів. Під благополуччям слід зазначити все те, що служить задоволенню людської природи в її цілісності. Благополуччя позначає саме стан цілісності.
Миттєві почуття страждання і задоволення не дають критерію для оцінки цілісного стану. Благополуччя, як індивідуальне, так і суспільне, не є також чимось стійким і нерухомим: воно змінюється разом з розвитком і полягає в діяльності. Розуміючи благополуччя як мінливий і динамічний ідеал, Гефдінг усуває зі свого евдемонізму можливість гедонічної ситості і закостенілості. Навпаки, кожне дана моральна рівновага може бути порушена в ім'я вищої форми благополуччя, яка може бути куплена навіть ціною страждання. Незважаючи на умовність основного принципу, етика Гефдінга представляє вельми
цінне дослідження, аналізує всі найважливіші питання суспільного та індивідуального життя і дає якщо не завжди глибоке, то у всякому разі ясне та психологічно тонке рішення.

### Етика Паульсена
У праці «System der Ethik» Паульсоном приведені до гармонійної єдності всі найважливіші риси новітньої етики. Паульсен називає свій етичний світогляд телеологічним енергетизмом. Під телеологією в етиці Паульсен розуміє точку зору, що оцінює вчинки як погані чи хороші на підставі тих результатів або цілей, до яких вони тяжіють за самою своєю природою. Цю точку зору Паульсен протиставляє формально-інтуїтивній, що оцінює дії безвідносно до їхніх результатів, на підставі чисто формальної вимоги чистоти морального спонукання. Паульсен показує недостатність такої формальної етики, що не має для оцінки дій ніякої точки опори. Безсумнівно, говорить Паульсен, що акт бажання блага ближньому отримує позитивну моральну оцінку саме тому, що він спрямований до певного факту, а саме до блага нашого ближнього. Навпаки, якщо наші дії тяжіють до результатів, в тому чи іншому сенсі деструктивних для життя, то вони саме в силу цієї обставини отримують іншу оцінку. Отже, тільки реальне значення наших вчинків для нашого власного життя і для наших оточуючих є ґрунтом, на якому можуть створюватися моральні цінності. Однак якщо таким шляхом визначаються загальні норми моральності, то з цього ще не випливає, що кожен окремий вчинок оцінюється виключно за його результатами. Кожне діяння, ставлячись до того чи іншого морального типу, може мати в кожному окремому випадку різне індивідуальне значення. Крадіжка для себе і крадіжка заради спасіння свого ближнього отримують різну оцінку в залежності від внутрішнього стимулу діяння. Взагалі, Паульсен розрізняє у вчинках, а в залежності від того — і в їхній оцінці, дві сторони: суб'єктивну і об'єктивну. Вчинки, які мають об'єктивно негативні наслідки, є завжди поганими, але якщо вони зроблені, крім того, з бажанням цих наслідків, вони характеризуються як злі. Добрими вчинками Паульсен називає направлені до життєвого блага як суб'єктивно, так і об'єктивно. Етичний енергетизм Паульсена полягає в розумінні блага як певного об'єктивного змісту буття і життєдіяльності. Тут Паульсен протиставляє свою точку зору гедонізму з його вищим благом задоволення. Моральне благо є завжди певний життєвий зміст, до якого задоволення або незадоволення приєднується як вторинне і з моральної точки зору несуттєве. Взагалі, незгодні психологи стверджували, що нормальна діяльність людини визначається прагненням до задоволення або позбавлення від страждань. Але людина перш за все прагне до здійснення тих дій, які відповідають її природі. Вона їсть не заради задоволення голоду, а для підтримки свого існування. Взагалі кожна життєва сила і потреба прагне здійснити той чи інший життєвий зміст, не запитуючи, до чого призведе це прагнення — до задоволення або страждання. Якщо нормальні функції життя перетворюються іноді в засоби досягнення насолоди, то сама природа жорстоко карає за таке збочення її дійсних цілей. Отже, тільки життя з його об'єктивними відносинами, з його різноманітним матеріальним і ідейним змістом є тим, що може бути названо благом. Благо життя полягає саме в його повноті та вільному розкритті всіх функцій. Однак ідеал морального блага має різний зміст в залежності від тих життєвих форм, до яких він належить: треба розрізняти благо індивідуума, благо нації, держави, людства. Благо людства є вища ідея емпіричної етики. Їй підпорядковані приватні види блага індивідуумів і народів, але підпорядковані не як байдужі кошти, а як органічні частини. Але за цим моральним горизонтом намічаються віддаленіші і вищі моральні цілі. Людство — лише одна ланка всесвітнього життя: воно тяжіє до вищого морального блага — Бога. Тільки в релігії етика отримує своє завершення. Втім, та релігійність, яка повинна бути пов'язана з істинним етичним настроєм, визначається Паульсеном надзвичайно широко.
Релігійність — говорить він, примикаючи до Шлейермахера — є відчуття благоговіння перед нескінченним, а також впевненість у тому, що основою і кінцевою метою світу є абсолютне благо. Уявлення і поняття, у які наділяється це почуття, є другорядними і гинуть під вмістом релігійності. Одним з блискучих пунктів етики Паульсена є роз'яснення єзуїтського принципу «мета виправдовує засоби». Цей принцип не істинний, якщо під метою розуміють не вище моральне благо, а ту чи іншу приватну мету. Його хибність полягає також і в тому внутрішньому протиріччі, яке він звичайно отримує на практиці. Справа в тому, що ніщо в житті, а особливо в людських відносинах, не є лише засобом, але завжди виявляється в тій чи іншій мірі і метою. Тому, наприклад, вбивство людини заради спасіння своїх ближніх недозволене, оскільки цією дією здійснюється, між іншим, аморальна мета, а саме загибель людини, яка лише софістично підводиться під поняття засобу. При правильному розумінні цього положення ніколи не може бути, щоб засіб, що само по собі погано, служив для вищої моральної мети. Вище моральне благо досяжне тільки хорошими засобами — і якщо під метою розуміти саме це благо, то підступна формула отримує значення безперечної істини. Звичайно, єзуїтська практика була далека від такого розуміння по суті вірного принципу. У сфері соціальних питань Паульсен виявляє дипломатичну тенденцію. І тут він оцінює можливі рішення з точки зору загальної доцільності. Швидше ставлячись негативно до соціал-демократичного руху, він визнає правильність поставленої вимоги справедливішого розподілу життєвих цінностей. Однак такий розподіл не вимагає тих корінних реформ, які постулюються соціал-демократією. Проведення в життя соціал-демократичної програми представило б надзвичайні труднощі і могло б виявитися вкрай деструктивним історичним експериментом, що мав би результатом крах тих самих ідеалів, до яких прагне соціал-демократична партія (розвиток культури та індивідуальна свобода). Взагалі соціальне питання не є тільки питанням політики і державного життя, але головним чином це питання моралі, приватного господарського життя та індивідуальних відносин. Універсальних засобів для його вирішення немає. Воно повинно вирішуватись в кожному приватному господарстві. Кожен роботодавець повинен усвідомлювати свої обов'язки відносно свого робочого або раба. Ідея справедливості та її громадської доцільності повинна бути внутрішньо засвоєні всім громадським організмом — а це досягається, у всякому разі, не шляхом одних лише зовнішніх реформ.